# Seligeria donniana
Seligeria donniana là một loài rêu trong họ Seligeriaceae. Loài này được (Sm.) Müll. Hal. mô tả khoa học đầu tiên năm 1848.